# Elegant Angel
Elegant Angel Productions es un estudio de cine pornográfico estadounidense que tiene su sede en Canoga Park, California y cuyo propietario es Patrick Collins. La compañía está considerada como una de las pioneras en la pornografía gonzo, y sus filmes han ganado numerosos premios.

## Historia
Elegant Angel fue fundada en 1990 por Patrick Collins en colaboración con el director John Stagliano, como filial de la productora Evil Angel.
En 1996, Collins establece a Elegant Angel como una compañía independiente, y en 1998 finaliza cualquier cooperación con Evil Angel. Su salida de Evil Angel se denominó como "menos que amigable", y el y Stagliano son aparentemente "ex-amigos". En esa época Collins dijo que Stagliano "no sabría llevar la empresa hacia adelante y fracasaría sin el". Por su parte Stagliano dijo, "Patrick es un abusón", "y que no hacia sdu trabajo correctamente". "Debería haberlo despedido hace años".

## Actrices
Algunas de las actrices que han ganado premios en películas de EA son; Cytherea, Flower Tucci, Brianna Love, Jada Fire and Alexis Texas. La estrella inglesa Nici Sterling apareció en algunos de los primeros filmes de la compañía. La actriz Gianna Michaels también apareció, en su primera escena de sexo anal, en una producción de Elegant Angel.

## Premios
Anni '90
- AVN Award 1996: Best Vignette Release per Sodomania 12[6]
- AVN Award 1997:
  - Best Amateur Series per Filthy First Timers[6]
  - Best Vignette Release per Sodomania 16[6]
- AVN Award 1998: Best Gonzo Series per Cumback Pussy[6]
- AVN Award 1999: Best Vignette Release per Sodomania 24[6]

2000
- AVN Award
  - Best Vignette Release por Sodomania 28[6]
  - Best Oral-Themed Series por Blowjob Adventures of Dr. Fellatio[6]

2001
- AVN Award: Best Oral-Themed Series por Blowjob Adventures of Dr. Fellatio[6]

2002
- AVN Award: Best Ethnic-Themed Release por Freakazoids[6]

2003
- AVN Award
  - Best Specialty Release - Big Bust por Heavy Handfuls[6]
  - Best Vignette Release por Mason's Dirty Trixxx[6]

2004
- AVN Award
  - Best Specialty Big Bust Release por Heavy Handfuls 2[7]
  - Best Vignette Tape por Mason's Dirty Trixxx 2[7]
  - Best Vignette Release por Mason's Dirty Trixxx 2[6]

2005
- AVN Award
  - Best Vignette Series por Sodomania[8]
  - Best Anal-Themed Feature por Big Wet Asses 3[8]
  - Best Specialty Release, Other Genre por Cytherea Iz Squirtwoman[8]

2006
- AVN Award
  - Best Specialty Release - Squirting por Flower's Squirt Shower 2[9]
  - Best Oral-Themed Series por Glazed and Confused[9]
  - Best Anal-Themed Series por Big Wet Asses[9]

2007
- AVN Award
  - Best Anal-Themed Series por Big Wet Asses[6]
  - Best Specialty Release - Squirting por Flower's Squirt Shower 3[6]
- AVN Award - Best Specialty Series - Squirting por Flower's Squirt Shower 3[6]

2008
- AVN Award:
  - Best Anal-Themed Series por Big Wet Asses[10]
  - Best Gonzo Release per Brianna Love Is Buttwoman[10]
  - Best MILF Release per It's a Mommy Thing[10]
  - Best Squirting Release per Flower's Squirt Shower 4[10]
  - Best Squirting Series per Jada Fire Is Squirtwoman[10]
- Empire Award:
  - Best Overall Studio[11]
  - Best All-Sex DVD por Alexis Texas is Buttwoman[11]

2009
- AVN Award:
  - Best All-Sex Release por Alexis Texas is Buttwoman[13]
  - Best Big Bust Series por Big Wet Tits[13]
  - Best Big Butt Release por Big Wet Asses 13[13]
  - Best Big Butt Series por Big Wet Asses[13]
  - Best Solo Release por All By Myself 3[13]
  - Best Squirting Release por Jada Fire is Squirtwoman 3[13]
  - Best Squirting Series por Jada Fire Is Squirtwoman[13]
  - Best Young Girl Series por It's a Daddy Thing[13]
- XRCO Award:
  - Best Gonzo Movie por Alexis Texas is Buttwoman[14]
  - Best Gonzo Series por Big Wet Asses[14]
- XBIZ Award: Gonzo Release of the Year - Performers of the Year[15]

2010
- XBIZ Award:
  - Gonzo Movie of the Year por Tori Black Is Pretty Filthy[16]
  - Gonzo Release por Pornstar Workout[16]

2011
- XBIZ Award:
  - Gonzo Studio of the Year[16]
  - Gonzo Series of the Year por Big Wet Asses[16]
  - Gonzo Release por Pornstar Workout[16]

2012
- XBIZ Award:
  - Studio of the Year[17]
  - Feature Movie of the Year por Portrait of a Call Girl[17]
  - Gonzo Release of the Year por Asa Akira Is Insatiable 2[17]
  - All-Sex Release of the Year por Performers of the Year 2011[17]

2013
- XBIZ Award:
  - Gonzo Release of the Year por Lexi[18]
  - All-Black Series of the Year por Club Elite[18]
  - Nomination:[19]
    - Studio of the Year
    - Feature Movie of the Year por Wasteland
    - Gonzo Release of the Year por Big Wet Asses 20, Jada Stevens is Buttwoman e Lexi
    - Gonzo Series of the Year por Big Wet Asses e Bombshells
    - All-Sex Release of the Year por Asa Akira is Insatiable 3, Best New Starlets 2012, Bombshells 4 y Dani Daniels: Dare
    - All-Sex Series of the Year por Anal Fanatic e Massive Asses
    - Feature Movie of the Year por Wasteland[18]
- XRCO Award:[20]
  - Best Release por "Wasteland"
  - Best Gonzo Movie por "Asa Akira is Insatiable 3"